# Miquel Suqué i Mateu
Miquel Suqué Mateu (Barcelona, 21 d'abril de 1962 – Barcelona, 15 de juny de 2025) va ser un empresari català vinculat al Grup Peralada, un conglomerat familiar amb presència en diversos sectors com els jocs d'atzar, l'hostaleria, la cultura i l'automoció. Formava part de la quarta generació de la família Suqué Mateu i era fill d'Artur Suqué i Carmen Mateu.
Es va llicenciar en Dret i va ampliar la seva formació en administració d'empreses i màrqueting de turisme i oci a la Brown University (Estats Units). El 1990 va fundar l'empresa de paisatgisme Viridis Paisajismo, i el 1993 es va incorporar al Grup Peralada, on va ocupar càrrecs de responsabilitat, especialment en l'àmbit dels casinos i l'hotels.
Va ser una figura destacada en la gestió i expansió del grup, amb activitats a Catalunya i a diversos països d'Amèrica del Sud, com l'Argentina, l'Uruguai i Xile. Juntament amb els seus germans, Isabel i Javier, va contribuir a la consolidació del grup en àmbits com el vi, la gastronomia, els festivals culturals i la indústria automobilística.
En l'àmbit cultural, va tenir un paper rellevant en el desenvolupament del Festival Internacional de Música de Peralada, fundat pels seus progenitors el 1987. També va participar en la revitalització de la marca d'automòbils Hispano Suiza, creada el 1904 pel seu besavi Damià Mateu.
Entre 1999 i 2001 va formar part de la junta directiva del FC Barcelona. També era soci de diverses entitats socials i esportives de Barcelona.
Va morir el 15 de juny de 2025 als 63 anys, a causa d'una malaltia prolongada. Diverses personalitats del món empresarial i institucional van expressar el seu condol. La cerimònia de comiat es va celebrar el 16 de juny al tanatori de la Ronda de Dalt.